# Orrlandskrimmerlav
Orrlandskrimmerlav (Rinodina turfacea) är en lavart som först beskrevs av Göran Wahlenberg, och fick sitt nu gällande namn av Gustav Wilhelm Körber. Orrlandskrimmerlav ingår i släktet Rinodina, och familjen Physciaceae. Enligt den finländska rödlistan är arten nära hotad i Finland. Arten är reproducerande i Sverige. Artens livsmiljö är naturmoskogar.